# Mingma Šerpa
Mingma Šerpa (* 16. června 1978) je nepálský horolezec. V květnu roku 2011, krátce před svými 33. narozeninami stanul na vrcholu své čtrnácté osmitisícovky, třetí nejvyšší hory světa Kančendžengy vysoké 8586 metrů. Stal se tak prvním Šerpou, prvním nepálcem a dvacátým sedmým člověkem, jemuž se to podařilo. Stal se také prozatím nejmladším člověkem, který vystoupil na všech čtrnáct osmitisícových vrcholů. Na pěti nejvyšších osmitisícovkách použil umělý kyslík. Mingma Šerpa je ženatý a má dvě děti.

## Úspěšné výstupy na osmitisícovky
- 2000 Manáslu (8163 m)
- 2000 Čo Oju (8201 m)
- 2001 Makalu (8465 m)
- 2001 Šiša Pangma (8013 m)
- 2002 Lhoce (8516 m)
- 2002 Čo Oju (8201 m)
- 2003 Gašerbrum II (8035 m)
- 2003 Broad Peak (8047 m)
- 2003 Čo Oju (8201 m)
- 2004 Mount Everest (8849 m)
- 2004 K2 (8611 m)
- 2009 Dhaulágirí (8167 m)
- 2010 Annapurna (8091 m)
- 2010 Nanga Parbat (8125 m)
- 2010 Gašerbrum I (8068 m)
- 2011 Kančendženga (8586 m)